# Liga Europeia de Hóquei em Patins de 2014–15
A Liga Europeia de 2014–15 é a 50ª edição da Liga Europeia organizada pelo CERH. 
O sorteio teve lugar no dia 10 de Setembro de 2014 . 

## Equipas da Liga Europeia 2014—15
As equipas classificadas são: 
| Equipas - Fase de Grupos | Equipas - Fase de Grupos | Equipas - Fase de Grupos | Equipas - Fase de Grupos |
| ------------------------ | ------------------------ | ------------------------ | ------------------------ |
| FC Barcelona             | AD Valongo               | HC Forte dei Marmi       | HC Quévert               |
| Liceo da Coruña          | SL Benfica               | Marzotto Valdagno        | La Vendéenne             |
| CP Vic                   | FC Porto                 | Hockey Bassano           | SK Germania Herringen    |
| CE Vendrell              | Juventude de Viana       | Hockey Breganze          | Genève RHC               |

## Fase de Grupos

### Grupo A
| Time           | J | V | E | D | GP | GC | SG  | Pts |
| -------------- | - | - | - | - | -- | -- | --- | --- |
| Barcelona (Q)  | 6 | 5 | 1 | 0 | 31 | 10 | +21 | 16  |
| SL Benfica (Q) | 6 | 4 | 1 | 1 | 31 | 20 | +11 | 13  |
| Bassano        | 6 | 2 | 0 | 4 | 24 | 32 | −8  | 6   |
| Dinan-Quévert  | 6 | 0 | 0 | 6 | 15 | 39 | −24 | 0   |

|               | BAR | BAS | BEN | DQ  |
| ------------- | --- | --- | --- | --- |
| Barcelona     | —   | 6–3 | 1–1 | 9–2 |
| SL Benfica    | 1–3 | 7–3 | —   | 5–2 |
| Bassano       | 3–5 | —   | 6–8 | 6–5 |
| Dinan-Quévert | 0–7 | 1–3 | 5–9 | —   |

### Grupo B
| Time         | J | V | E | D | GP | GC | SG  | Pts |
| ------------ | - | - | - | - | -- | -- | --- | --- |
| Vic (Q)      | 6 | 5 | 1 | 0 | 27 | 12 | +15 | 16  |
| Breganze (Q) | 6 | 4 | 1 | 1 | 28 | 17 | +11 | 13  |
| Valongo      | 6 | 1 | 1 | 4 | 25 | 33 | −8  | 4   |
| Genève       | 6 | 0 | 1 | 5 | 22 | 37 | −15 | 1   |

|          | BRE | GEN | VAL | VIC |
| -------- | --- | --- | --- | --- |
| Breganze | —   | 7–2 | 5–3 | 3–3 |
| Genève   | 5–6 | —   | 6–8 | 3–8 |
| Valongo  | 4–6 | 5–5 | —   | 3–8 |
| Vic      | 2–1 | 3–1 | 3–2 | —   |

### Grupo C
| Time                | J | V | E | D | GP | GC | SG  | Pts |
| ------------------- | - | - | - | - | -- | -- | --- | --- |
| Forte dei Marmi (Q) | 6 | 5 | 0 | 1 | 48 | 38 | +10 | 15  |
| Liceo La Coruña (Q) | 6 | 4 | 0 | 2 | 39 | 33 | +6  | 12  |
| Juventude Viana     | 6 | 2 | 1 | 3 | 31 | 31 | 0   | 7   |
| Herringen           | 6 | 0 | 1 | 5 | 30 | 47 | −17 | 1   |

|                 | FOR  | HER | JUV | LIC  |
| --------------- | ---- | --- | --- | ---- |
| Forte dei Marmi | —    | 9–7 | 6–2 | 11-6 |
| Herringen       | 7–11 | —   | 8–8 | 2–4  |
| Juventude Viana | 8–3  | 6–1 | —   | 3–5  |
| Liceo La Coruña | 7–8  | 9–5 | 8–4 | —    |

### Grupo D
| Time         | J | V | E | D | GP | GC | SG  | Pts |
| ------------ | - | - | - | - | -- | -- | --- | --- |
| FC Porto (Q) | 6 | 5 | 1 | 0 | 41 | 19 | +22 | 16  |
| Valdagno (Q) | 6 | 2 | 2 | 2 | 30 | 24 | +6  | 8   |
| La Vendéenne | 6 | 2 | 0 | 4 | 21 | 31 | −10 | 6   |
| Vendrell     | 6 | 1 | 1 | 4 | 17 | 35 | −18 | 4   |

|              | LAV  | POR | VAL | VEN |
| ------------ | ---- | --- | --- | --- |
| La Vendéenne | —    | 3–5 | 6–4 | 5–1 |
| FC Porto     | 7–1  | —   | 6–2 | 9–1 |
| Valdagno     | 10–3 | 5–5 | —   | 7–2 |
| Vendrell     | 4–3  | 7–9 | 2–2 | —   |

## Quartos de Final
| J | Visitado        | Resultado | Visitante       | 1ª Mão | 2ª Mão    |
| 1 | Hockey Valdagno | 7–14      | FC Barcelona    | 2-6    | 5-8       |
| 2 | Liceo La Coruña | 4-5       | Patí Vic        | 2-2    | 2-3 (g.o) |
| 3 | Breganze        | 9–6       | Forte dei Marmi | 5-2    | 4-4       |
| 4 | SL Benfica      | 5–6       | FC Porto        | 3-3    | 2-3       |

## Final four
A final four será disputada a 2 e 3 de Maio de 2015, em Bassano del Grappa, Itália.

### Meias-finais
| 2 Maio 2015 | FC Barcelona | 5-1 | Breganze | PalaSind, Bassano del Grappa         |
|             |              |     |          | Árbitro: Rui Torres Miguel Guilherme |

| 2 Maio 2015 | Patí Vic | 3-2 | FC Porto | PalaSind, Bassano del Grappa               |
|             |          |     |          | Árbitro: Franco Ferrari Alessandro Eccelsi |

### Final
| 3 Maio 2015 | FC Barcelona | 4-3 | Patí Vic | PalaSind, Bassano del Grappa               |
|             |              |     |          | Árbitro: Alessandro da Prato Mateo Galoppi |

## Internacional
- Ligações para todos os sítios de hóquei
- Mundook- Sítio com notícias de todo o mundo do hóquei
- Hoqueipatins.com - Sítio com todos os resultados de Hóquei em Patins